# 川俣町自治体バス

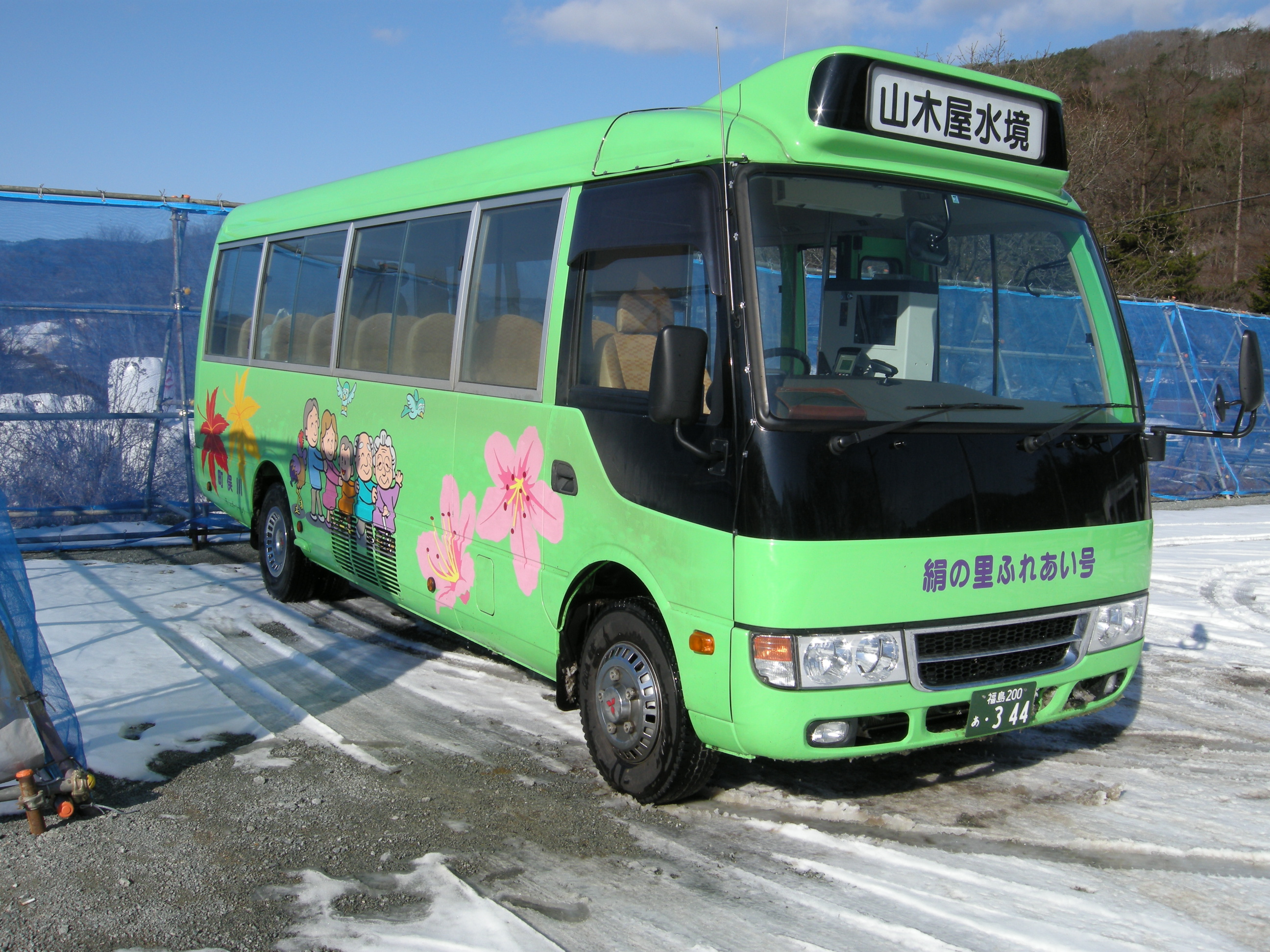
川俣町自治体バスの車両

川俣町自治体バス（かわまたまちじちたいバス）は、福島県伊達郡川俣町がかつて運行していた自治体バス（廃止代替バス）。「絹の里ふれあい号」の愛称が付けられていた。JRバス東北福浪線の一部廃止に伴い、運行を開始した。
東日本大震災の影響により、2011年8月1日より運行休止となった。

## 概要
- 土曜・日曜・祝日、年始（1月1日 - 1月3日）は運休。
- 運行は、有限会社シュガーソーイング[1]に委託されていた。

## 沿革
- 2008年（平成20年）4月1日 - JRバス東北福浪線問屋前 - 川俣南小前間の廃止代替として、運行開始。
- 2009年（平成21年）10月1日 - デマンドタクシーの運行開始に伴い、昼間の便を運休、土日祝日は全便運休となる。済生会川俣病院行きの便を設定。
- 2011年（平成23年）8月1日 - 山木屋地区が福島第一原子力発電所事故による計画的避難区域に指定されたのに伴い、運行休止となる。

## 路線
2011年7月31日時点で、以下の1路線が運行されていた。
川高前山木屋線
- （済生会病院前）← 川俣高校前 - 仁井町 - 小綱木沢 - 山木屋 - 山木屋水境
  - 済生会病院前発着は病院前行の1便のみ。
  - 山木屋水境にて、双葉郡浪江町が運行する浪江町営バス（わかばタクシーへ運行委託）の路線に接続する。

## 休止後
2022年6月現在、福島市と川俣町が共同で運行する自治体バス「川俣松川線・川俣飯野線」が運行されている。
また川俣町が単独でデマンド型乗合タクシー「ふれあいタクシー」を運行している。